# De Corvers
De Corvers is een Nederlandse korfbalvereniging uit Hilversum.

## Geschiedenis
De Covers is opgericht op 1 juli 1992 en is een fusievereniging. De club is gefuseerd uit:
- Excelsior (opgericht 1910)
- De Zwaluwen (opgericht 1921)

De nieuwe clubnaam is tot stand gekomen via een prijsvraag onder de leden. Uit deze prijsvraag kwamen 3 namen naar voren, waarbij uiteindelijk werd gekozen voor De Corvers.

## Erelijst
- Nederlands kampioen veldkorfbal, 1x (1926) met Excelsior